# 少林街道
少林街道，是中华人民共和国河南省郑州市登封市下辖的一个乡镇级行政单位。

## 行政区划
少林街道下辖以下地区：
塔沟社区、少林社区、耿庄村、王庄村、马庄村、西十里铺村、玄天庙村、郭店村和雷家沟村。